# Таламический синдром
Таламический синдром, или Синдром таламической боли, Синдром Дежерина—Русси — это синдром, возникающий обычно вследствие тромбоза таламо-коленчатой артерии и, как следствие, ишемического повреждения вентрального постеролатерального ядра таламуса.

## Клиническая симптоматика
При классическом таламическом синдроме, описанном Дежериным и Русси, наблюдаются кратковременная гемиплегия или гемипарез (паралич или парез одной половины тела), иногда с последующим нарушением координации движений на этой стороне после исчезновения пареза, выраженное нарушение кожной и глубокой чувствительности на этой же стороне, и одновременно — невыносимые, жгучие, разлитые, чрезвычайно интенсивные боли в этой половине тела, односторонняя гиперпатия (восприятие любых прикосновений и других обычно безболезненных тактильных ощущений как чрезвычайно болезненных), а также выраженные колебания настроения или депрессия вплоть до суицидальных мыслей или попыток.

## Этиология и патогенез
Повреждение вентрального постеролатерального ядра таламуса, например, возникающее в результате церебрососудистой катастрофы (ишемического или геморрагического инсульта), или в результате метастазирования злокачественной опухоли в таламус, может привести к развитию так называемого «синдрома Дежерина-Русси», или синдрома таламической боли, синдрома таламической каузалгии — синдрома, характеризующегося чрезвычайно интенсивными, нелокализованными или плохо локализованными, ощущениями жжения или жгучей боли (откуда, собственно, и название «таламическая каузалгия», от «каустик» — жгучий) в одной или обеих половинах тела, а также перепадами настроения или депрессией. Синдром этот назван в честь французских неврологов Дежерина и Русси, впервые описавших его в 1906 году под названием «таламический синдром» (фр. le syndrome talamique).
Ряд симптомов таламического синдрома можно объяснить вовлечением близко расположенных — и снабжаемых таламо-коленчатой артерией — структур мозжечкового зубчато-таламического пути, а также медиального (срединного) лемниска. Сопутствующие вазомоторные нарушения, такие, как покраснение или побледнение соответствующей половины тела, вероятно, объясняются повреждением ядер гипоталамуса. Однако причины гиперпатической болезненности, вместо простого выпадения или нарушения чувствительности, при повреждении вентрального постеролатерального ядра таламуса, а также причины тяжёлых психоэмоциональных нарушений при этом (не объяснимых только депрессогенным воздействием сильной боли) и сегодня остаются не до конца понятными.

## История
Спонтанно возникающий болевой синдром в связи с повреждением таламуса, по-видимому, впервые описан Эдингером в 1891 году. Однако первое подробное описание симптомокомплекса, известного ныне как классический «таламический синдром», а также точное установление его причины — тромбоза таламо-коленчатой артерии и разрушения вентрального постеролатерального ядра — принадлежит перу Дежерина и Русси (1906 год). В честь их, этот синдром до сих пор нередко называют «синдромом Дежерина-Русси».

## Современное употребление термина «таламический синдром»
Таламическим синдромом в настоящее время нередко называют не только синдром таламической боли, как в исходном определении Дежерина и Русси, но любые клинические синдромы, связанные с поражением таламуса. Так, в частности, одно- или, чаще, двусторонняя ишемия области, кровоснабжаемой парамедианной артерией, может вызвать серьёзные проблемы с регуляцией двигательных, глазодвигательных и речевых функций, вплоть до развития атаксии или акинетического мутизма (немоты и неподвижности), или паралича взора. Это состояние предложено называть парамедианным таламическим синдромом. Таламо-кортикальная дизритмия может вызывать нарушения цикла сна и бодрствования. Окклюзия артерии Першерона может привести к двустороннему инфаркту таламуса.